# ويليام نويل بنسون
ويليام نويل بنسون (بالإنجليزية: William Noel Benson)‏ هو جيولوجي أسترالي ونيوزيلندي، ولد في 26 ديسمبر 1885 في دنيدن في نيوزيلندا، وتوفي في 20 أغسطس 1957.